# Terry Engesha
Terry Engesha, née le 15 février 1998 à Mbihi, est une footballeuse internationale kényane. Elle évolue actuellement au poste d'attaquante au Wuhan Jianghan.

## Biographie
Terry Engesha quitte le Vihiga Leeds en 2015 pour rejoindre les Vihiga Queens. Entre 2017 et 2019, elle remporte trois titres consécutifs en championnat, en terminant chaque fois meilleure buteuse
En 2018, elle dispute son premier match sous le maillot de l'équipe du Kenya. Elle joue quelques matches en troisième division suédoise pour le Dalhem IF.
En 2021, elle participe à la Ligue des champions africaine avec les Vihiga Queens. L'année suivante, elle est recrutée par les Incheon Red Angels, le champion de Corée du Sud.
Lors de la Ligue des champions asiatique 2024-2025, elle inscrit cinq buts pour les Red Angels en phase de groupes.

## Palmarès
Vihiga Queens
- Championnat du Kenya (3) :
  - Championne en 2017, 2018 et 2019

 Incheon Red Angels
- Championnat de Corée du Sud (2) :
  - Championne en 2022 et 2023